# Adolf Kašpar

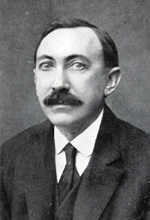
Adolf Kašpar

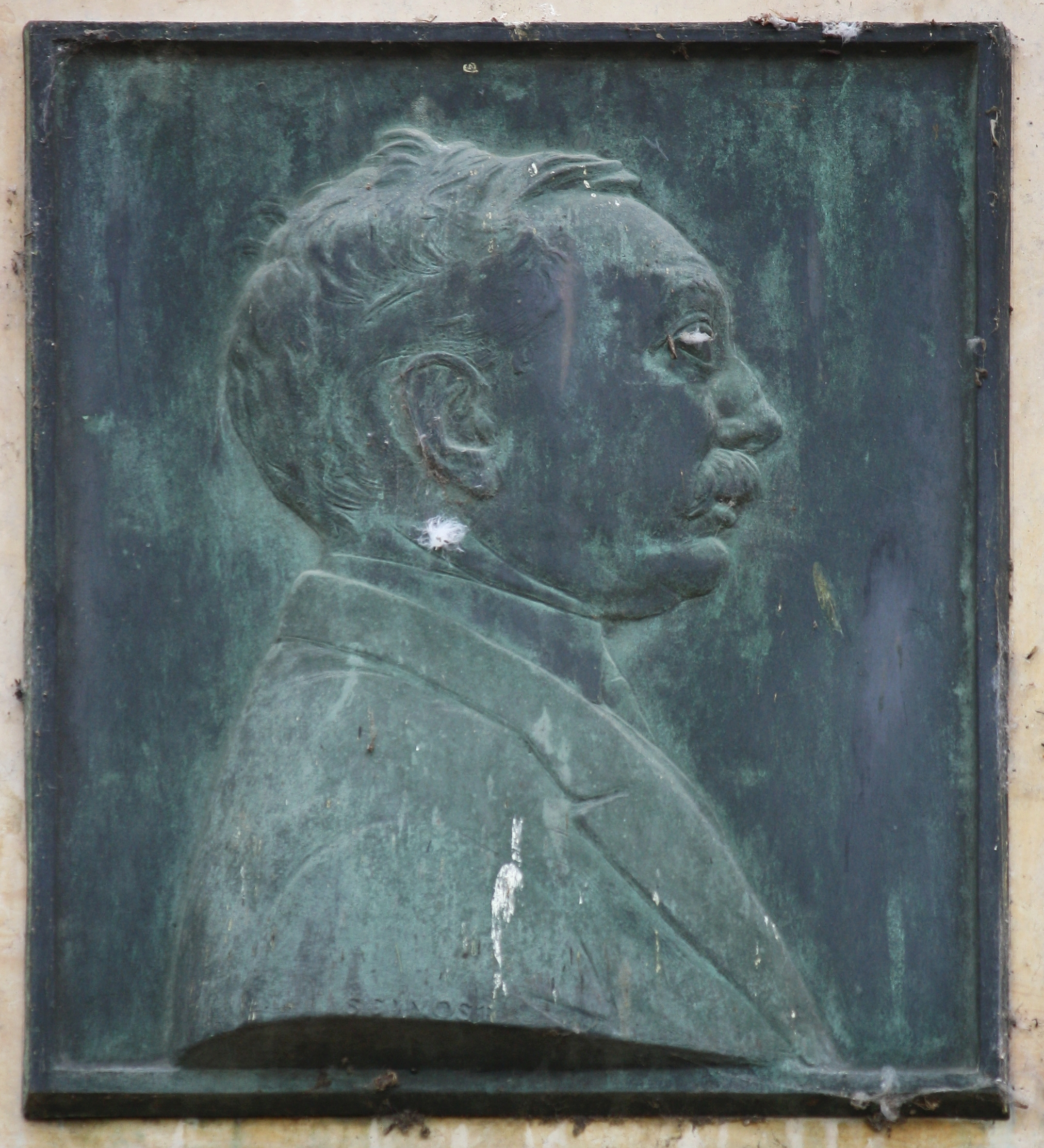
Gedenktafel in Prag (Kampa)

Adolf Kašpar (* 27. Dezember 1877 in Bludov, Mähren; † 29. Juni 1934 in Železná Ruda) war ein tschechischer Maler und Illustrator.

## Leben
Adolf Kašpar, Sohn eines Gemischtwarenhändlers, studierte an der Prager Akademie unter Maxmilián Pirner. Sein Förderer war der tschechische Künstler Hanuš Schwaiger, Illustrator von Kinderbüchern.
Seine Villa in Rusava steht unter Denkmalschutz. In Loštice befindet sich eine Adolf-Kašpar-Gedenkstätte.

## Werke

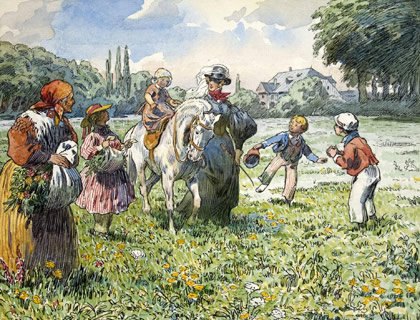
Illustration aus der Babička

Kašpar war ein hervorragender Zeichner, der seine Anregungen durch Sammeln von Informationen in tschechischer Literatur perfektionierte. Berühmt wurde er durch Illustrationen im Buch Babička der tschechischen Schriftstellerin Božena Němcová. Seine Illustrationen findet man unter anderem auch in Werken von Alois Jirásek, Jan Neruda, Karel Václav Rais und František Ladislav Čelakovský. Daneben arbeitete er als Graphiker, schuf Aquarelle und Bilder aus seiner Herkunftsregion.